# Білківська сільська рада (Іршавський район)
| Білківська сільська рада — колишній орган місцевого самоврядування у Іршавському районі Закарпатської області з адміністративним центром у с. Білки. Розташована на правому березі річки Боржава. Сільській раді були підпорядковані населені пункти: - с. Білки Село Білки має присілки — Центр, Зовдуновиця, Телятинець, Новоселиця, Верхній Кут, Піньковиця, Горб. Рада складалася з 30 депутатів та голови. |

## Керівний склад сільської ради
| ПІБ                     | Основні відомості                                                                           | Дата обрання | Дата звільнення |
| ----------------------- | ------------------------------------------------------------------------------------------- | ------------ | --------------- |
| Зейкан Василь Семенович | Сільський голова, 1962 року народження, освіта, Всеукраїнське об'єднання 'Батьківщина'      | 26.03.2006   | 31.10.2010      |
| Зейкан Василь Семенович | Сільський голова, 1962 року народження, освіта середня спеціальна, член партії Єдиний Центр | 31.10.2010   |                 |

Примітка: таблиця складена за даними джерела

## Історія
Перша згадка про село Білки датується 1245 роком. На півночі села розташоване городище, яке виникло в середині першого тисячоліття до н. е., але в 105 році до н. е. було зруйновано імператором Риму Траяном. Тоді римляни завоювали Дакію, до якої входила і територія краю.

## Історичні та архітектурні пам'ятки
- греко-католицький та православний храм
- бронзовий бюст герою соціалістичної праці Пітрі Ю. Ю..
- неолітичне і славянське поселення.

## Корисні копалини
- камінь-андезит
- залізна руда

## Відомі люди
- Іван Фірцак (Кротон) — силач
- Іван Ігнатко — депутат Сейму Карпатської України
- Пітра Ю.Ю — двічі Герой Соціалістичної Праці
- Симканич М.А — Герой Соціалістичної Праці

## Населення
Згідно з переписом УРСР 1989 року чисельність наявного населення сільської ради становила 7671 особа, з яких 3822 чоловіки та 3849 жінок.
За переписом населення України 2001 року в сільській раді мешкало 8078 осіб.

### Мова
Розподіл населення за рідною мовою за даними перепису 2001 року:
| Мова       | Відсоток |
| ---------- | -------- |
| українська | 98,91 %  |
| російська  | 0,73 %   |
| угорська   | 0,21 %   |
| польська   | 0,04 %   |
| білоруська | 0,02 %   |
| молдовська | 0,02 %   |
| словацька  | 0,02 %   |
| циганська  | 0,01 %   |